# Springer Fachmedien Wiesbaden
Die Springer Fachmedien Wiesbaden GmbH ist eine Verlagsgruppe mit Sitz in Wiesbaden (Hessen, Deutschland). Sie ist Teil der internationalen Verlagsgruppe Springer Nature.

## Geschichte
Hervorgegangen ist die Gesellschaft aus der GWV Fachverlage GmbH. Die GWV Fachverlage GmbH ist im Januar 1995 durch den Zusammenschluss der drei Bertelsmann-Töchter Gabler Verlag, Vieweg Verlag und Westdeutscher Verlag entstanden.
Nach der Übernahme des Springer Verlags durch den Bertelsmann Verlag 1999 wurde der B. G. Teubner Verlag integriert. 2001 wurde der Media-Daten Verlag akquiriert.
Der Westdeutsche Verlag wurde mit dem Leske + Budrich Verlag im Jahr 2004 fusioniert und seitdem firmieren beide Verlage unter VS Verlag.
2003 verkaufte Bertelsmann mit seinen Fachverlagen auch die GWV Fachverlage GmbH, der fortan zum Wissenschaftsverlag Springer Science+Business Media gehörte. Zum 1. Januar 2013 erwarb Albrecht F. Schirmacher im Rahmen eines Management Buy-Outs den Platow Brief, der seither Teil der von Schirmacher gegründeten PLATOW Medien GmbH ist.
Der Deutsche Universitäts-Verlag, ein Imprint, ging mit der Neuorganisation von Springer Science+Business Media von der Springer Fachmedien Wiesbaden GmbH an Springer Professional.
Am 8. Februar 2010 wurde der GWV Fachverlage GmbH in Springer Fachmedien Wiesbaden GmbH umbenannt, um auch im Firmennamen die Neuausrichtung der gesamten Professional-Sparte von Springer Science+Business Media zu symbolisieren.

## Verlage
Die Springer Fachmedien Wiesbaden GmbH veröffentlicht Fachbücher, Fachzeitschriften in den Bereichen Wirtschaft, Technik und Gesellschaft.
Diese Publikationen werden in den zu der Springer Fachmedien Wiesbaden GmbH gehörenden Verlagen veröffentlicht:
- BestCom Media
- Gabler Verlag, mittlerweile als „Springer Gabler“ auftretend
- Media-Daten Verlag
- Springer Automotive Media
- Verlag Dieter Zimpel
- Vieweg+Teubner, mittlerweile als „Springer Vieweg“ auftretend
- VS Verlag, mittlerweile als „Springer VS“ auftretend